# Richard Smalley
Richard Errett Smalley (ur. 6 czerwca 1943 w Akron, zm. 28 października 2005) – amerykański chemik, laureat Nagrody Nobla. Smalley był najmłodszym z czwórki rodzeństwa. W wieku trzech lat przeprowadził się wraz z rodziną do Kansas City. Uczęszczał do Hope College. Studia ukończył na Uniwersytecie Michigan w 1965. Bezpośrednio po studiach pracował w przemyśle, dla firmy Shell Oil Company. W 1969 roku powrócił do pracy naukowej na Uniwersytecie w Princeton, gdzie w 1973 zdobył tytuł doktora. Promotorem jego pracy był prof. Elliot R. Bernstein. Następnie kontynuował badania zawarte w swojej pracy doktorskiej wraz z Donaldem H. Levym i Lennardem Whartonem na Uniwersytecie w Chicago. Dotyczyły one rozwoju ponaddźwiękowych promieni w laserowej spektroskopii. W 1976 roku przeniósł się do Houston, gdzie rozpoczął pracę w wydziale Chemii jako adiunkt. W 1985 roku, podczas prac nad elementami astronomicznej ciemnej materii, odkrył wraz z Robertem Curlem i Haroldem Kroto nową formę węgla – fuleren. Za to w 1996 otrzymał, wraz z Curlem i Kroto Nagrodę Nobla w dziedzinie chemii.